# Bartosz Posacki
Bartosz Posacki (ur. 20 maja 1976 roku w Opolu) – artysta multimedialny, wykładowca akademicki. Absolwent Opolskiego Liceum Sztuk Plastycznych. Skończył studia na Akademii Sztuk Pięknych we Wrocławiu na Wydziale Architektury Wnętrz i Wzornictwa Przemysłowego, na kierunku Projektowanie Architektury Wnętrz. Dyplom z zakresu projektowania architektury wnętrz oraz aneks z malarstwa obronił w 2001 roku. W 2007 roku uzyskał stopień doktora na Wydziale Grafiki i Sztuki Mediów Akademii Sztuk Pięknych we Wrocławiu (promotor: prof. Andrzej P. Bator). W 2014 r. uzyskał habilitację. Zajmuje się animacją eksperymentalną, działaniami z zakresu nowych mediów, grafiką, projektowaniem graficznym oraz malarstwem. Wykładał w Instytucie Sztuki Uniwersytetu Opolskiego w pracowni Multimedialnej, prowadzi również pracownię kształtowania otoczenia. Od 2001 roku brał udział w ponad 40 wystawach w Polsce i za granicą.

## Ważniejsze nagrody i wyróżnienia
- 2005: Wyróżnienie honorowe, malarski konkurs fundacji im. Franciszki Eibisch, Warszawa;
- 2005: Grand Prix Salonu Jesiennego 2005 Nagroda Marszałka Województwa Opolskiego, Opole;
- 2006: Nagroda Prezydenta Miasta Opola za osiągnięcia w dziedzinie kultury za rok 2005 – Nagroda Promocyjna za dokonania w dziedzinie plastyki;
- 2010: Nagroda Galerii Sztuki Współczesnej na Salonie Jesiennym 2010;

## Źródła
- Dr hab. Bartosz Posacki, [w:] baza „Ludzie nauki” portalu Nauka Polska (OPI PIB) [dostęp 2011-06-12].
- Strona internetowa Instytutu Sztuki Uniwersytetu Opolskiego